# Appelflap
Appelflap is de benaming voor een soort koffiekoek. De appelflap is gemaakt van bladerdeeg, is driehoekig van vorm en gevuld met een mengsel van appelblokjes en kaneel, eventueel aangevuld met amandelspijs, krenten en/of rozijnen. Tijdens of direct na het bakken wordt kristalsuiker over de appelflap gestrooid. Kwaliteitsappelflappen onderscheiden zich door het gebruik van roomboter in plaats van margarine en in de vulling een toevoeging van citroenrasp en een beetje rumsmaak.
Voor appelflappen wordt de golden delicious veel gebruikt, omdat deze appels het hele jaar door beschikbaar zijn. 
De schone van Boskoop heeft een hogere zuurgraad en is steviger, waardoor smaak en structuur tijdens het bakken beter behouden blijven.
Met name in Noord- en Oost-Nederland wordt de benaming 'appelflap' gebruikt voor het gerecht dat elders appelbeignet heet, een heel ander gefrituurd appelgerecht.